# New Century Global Center
New Century Global Center (chiń. 新世纪环球中心; pinyin: Xīnshìjì Huánqiú Zhōngxīn) – największy budynek na Ziemi, znajdujący się w Chengdu.
Otwarty w roku 2013. Ma 500 metrów długości, 400 metrów szerokości i 100 metrów wysokości oraz powierzchnię użytkową 1,76 mln m2. Wewnątrz znajdują się sklepy, biura, hotele i multikino, a w samym środku – aquapark.